# くじらとり
『くじらとり』は、スタジオジブリ制作の日本の短編アニメーション映画。
2001年公開。作：中川李枝子・絵：大村百合子の童話『いやいやえん』（1962年福音館書店刊）の第二話を原作とする。

## あらすじ
ちゅーりっぷ保育園ほしぐみの男の子たちは、積み木で船を作り「ぞうとらいおんまる」と命名し、くじらをとりに空想の大海原へ出航する。
男の子たちは、船の浸水や嵐などのアクシデントを乗り越え、ついにくじらを捕まえる。保育園の園児達は陸に上がったくじらに花輪を贈呈し、記念に全員で写真撮影をする。くじらは園児達に見守られながら大海原に帰って行く･･･。

## スタッフ
- 製作：徳間康快
- 監督・脚本：宮崎駿
- 演出アニメーター：稲村武志
- 美術：平原さやか
- 音楽：野見祐二
- アニメーター：湯浅政明、橋本晋治他

## キャスト
- しげる：石原圭人
- チコ：小野寺真央
- キャプテン：伊藤裕樹
- ゆうじ：佐々木優太
- たかし：袴田義明
- としお：王迪之
- すすむ：比佐裕介
- とおる：岡田慶太
- あきら：又村崇仁
- くじら：野中晋輔

## 主題歌
- 挿入歌「ぞうとらいおんまる」（作詞：中村李枝子／作曲・編曲：野見祐二／歌：ほしぐみのおとこたち）
- エンディングテーマ「おかえりのうた」（作詞：スタジオジブリ／作曲・編曲：野見祐二／歌：ちゅーりっぷほいくえんのこどもたち）

## 備考
- 三鷹の森ジブリ美術館の映像展示室「土星座」で随時上映されている。また、ジブリパークの「映像展示室オリヲン座」での上映第1段として本作が選ばれている。
- 聴覚障害者への配慮から字幕版もあり、1時間に1回上映される。ちなみに字幕版は、全体的にマイルドな音付けに変更しているという。
- 宮崎駿は原作の大ファンであり、映像化に当たって原作の持つ雰囲気を忠実に再現している。学生時代に原作を初めて読んだときから、将来これをアニメーションにしたいと思っていたという[1][2][3]。
- 第56回毎日映画コンクール・大藤信郎賞を受賞。

## 補足
- 宮崎駿は同じ原作者の絵本「そらいろのたね」も1992年にTVスポットアニメとして監督している。